# Mariano Konyk
Mariano Konyk Goba (Buenos Aires, 15 de febrero de ￼￼1998), más conocido como Konyk, es un exfutbolista argentino que jugaba de defensa.

## Carrera
Es defensa central formado en las categorías inferiores de UB Catalònia, UDA Gramanet, RCD Espanyol, Valencia CF (2013-2017) y Sevilla FC.
En la temporada 2016-17, formaría parte de la plantilla del Valencia Mestalla, en la que se quedó a las puertas del ascenso a LaLiga 1/2/3, llegando a jugar el play-off de ascenso. Tras acabar la temporada, Konyk no renovó su contrato con el Valencia tras no sentirse valorado por la entidad de Mestalla por haber apurado demasiado los tiempos a la hora de ofrecerle un nuevo contrato. Entonces llamó a su puerta el Barça con la intención de alistarle en el filial y él aceptó un contrato por tres años. 
En verano de 2017, el club catalán le quiso incorporar al Barça C (de reciente creación) al no ser citado por Gerard López para realizar la pretemporada con el cuadro de LaLiga 1|2|3 o bien cederlo a otro equipo, algo que no ha aceptado el joven defensa, rompiendo el acuerdo entre ambas partes. 
En la temporada 2017-18, firma por el Sevilla Atlético Club para debutar en la Liga 123. Juega 15 partidos durante las temporadas 2017 - 2018 y durante la temporada 2018-2019 se marcha cedido al Centre d'Esports Sabadell Futbol Club.
En la temporada 2019-20, firma con el Osasuna Promesas, con una cláusula de dos millones de euros después de haber finalizado el contrato con el Sevilla Atlético Club.
Después de estar una temporada en el filial pamplonica decide colgar las botas debido a su gran número de lesiones.

## Clubes
| Club                    | Categoría     | País   | Año         | Partidos | Goles |
| ----------------------- | ------------- | ------ | ----------- | -------- | ----- |
| Valencia Mestalla       | 2ª División B | España | 2014 - 2017 | 8        | 0     |
| Sevilla Atlético Club   | 2ª División   | España | 2017 - 2019 | 16       | 0     |
| CE Sabadell FC (cedido) | 2ª División B | España | 2019        | 5        | 0     |
| Osasuna Promesas        | 2ª División B | España | 2019-2020   | 10       | 0     |